# ولادیمیر کینیر
ولادیمیر کینیر (اسلواکی: Vladimír Kinier؛ زادهٔ ۶ آوریل ۱۹۵۸) بازیکن فوتبال اهل اسلواکی بود.
از باشگاه‌هایی که در آن بازی کرده‌است می‌توان به باشگاه فوتبال ژیلینا و باشگاه فوتبال اسلوان براتیسلاوا اشاره کرد.
وی همچنین در تیم ملی فوتبال چکسلواکی بازی کرده‌است.